# 정동일 (1954년)
정동일(鄭東一, 1954년 12월 24일~2023년 4월 17일)은 대한민국의 정치인이다. 제3대 서울특별시 중구의원, 제6대 서울특별시의원, 제39대 서울특별시 중구청장을 역임하였다. 전라북도 무주군 출신이다.

## 학력
- 동국대학교 경영학 정치학 학사 졸업
- 연세대학교 대학원 정치학 석사 졸업

### 비학위 수료
- 동국대학교 행정대학원 행정학 석사 졸업
- 중앙대학교 사회개발대학원 사회과학 석사 수료
- 한양대학교 지방자치대학원 사회과학 석사 수료
- 고려대학교 경영대학원 경영학 석사 수료
- ~2009 지린대학교 대학원 경제학 박사 수료
- ~2010 동국대학교 대학원 행정학 박사 수료

## 경력
- 퇴계2가방범 자문총무 아태평화재단 후원 위원
- 바르게살기 명동 협의회 부회장
- 명동새마을금고이사
- 중부서퇴2가방범자문위원장
- 중부서퇴2가청소년선도 위원장
- 새정치국민회의 서울시당 명동 협의회장
- 중구 새생활체육회 자문위원
- 명동재향군인회이사
- 충효국민운동연합 총재
- 국제라이온354.C지구한마음라이온스클럽 회장
- ㈜일동인터내셔날대표이사
- 1997 둘둘치킨 CEO
- 1998.07~2000.09 제3대 서울특별시 중구의회 의원
- 1998.07~2000.07 제3대 서울특별시 중구의회 전반기 도시건설위원회 위원장
- 1999.10 새마을운동 중구지회 회장
- 1999.10 한국의류기능협회 회장
- 2000.07~2000.09 제3대 서울특별시 중구의회 후반기 예산결산위원회 위원장
- 2000.07~2000.09 제3대 서울특별시 중구의회 후반기 조례정비특별위원회 위원
- 2000.10~2002.06 제5대 서울특별시의회 의원
- 2001.05 한국대학육상경기연맹 회장
- 2002.06~2004.03 제6대 서울특별시의회 의원
- 2004.01 중구경제포럼 이사장
- 2004.02 국민생활체육협의회 중앙이사
- 2005.03 중구 의정회 회장
- 2005.06 민주평화통일자문회의 상임위원
- 2005 대한플로어볼협회 회장
- 2005 일동인터내셔날 회장
- 2005.09 중국 연변대학교 객좌교수
- 2005.11 중국 길림대학교 겸직교수
- 2006.07~2010.06 제39대 서울특별시 중구 구청장
- 2009.03 호원대학교 무역경영학부 겸임교수
- 2009.09 동국대학교 행정대학원 객원교수
- 일동인터내셔날 명예회장

## 수상
- 2002 새마을운동 서울특별시 직장인상 경영인부문
- 2005 민주평화통일자문회의 유공위원의장 표창장
- 2007 존경받는 대한민국 CEO 대상 공공행정창조경영부문상
- 2008 제89주년 3.1절특별행사 장한무궁화인상 장한정계인부문 대상
- 2008 제6회 대한민국 환경대상 자치단체지도자 대상
- 2008 제5회 대한민국 지방자치경영대전 보건복지가족부장관상
- 2008 제4회 지방자치대상 경영혁신 최우수단체장상
- 2008 한국의 아름다운도시 대상생활환경부문 복지문화경영 지방자치단체장상
- 2008 제4회 대한민국 조경대상 경관조성부문 1위
- 2008 제6회 의정, 행정대상 구청장 리더십, 행정능력상
- 2008 웹어워드코리아 영화, 예술, 공연부문 대상
- 2008 한국지방자치브랜드대상 기초자치단체 자치구 도시브랜드부문 대상
- 2008 올해의 CEO 대상 리더십부문상
- 2008 하반기 대한민국관광문화정책대상 문화관광정책종합대상
- 2009 대한민국 장한 한국인상 문화예술발전공로대상
- 2009 제9회 장한한국인 정계인부문 대상
- 2010 대한민국 지역브랜드 대상 문화행사부문 대상
- 2010 제13회 효령상

## 역대 선거 결과
|  | 15.60% |

|  | 48.76% |

|  | 54.0% |

|  | 47.27% |

|  | 44.05% |

|  | 53.01% |

|  | 26.53% |

|  | 13.48% |

| 전임 성낙합 (권한대행)김충민 | 제39대 서울특별시 중구청장(민선) 2006년 7월 1일~2010년 6월 30일 | 후임 박형상 |